# Association sportive de Bamako
Maillots

L'Association sportive de Bamako est un club malien de football basé à Bamako et fondé en 1999.

## Palmarès
- Coupe du Mali (1)
  - Vainqueur : 2005
  - Finaliste : 2006

- Supercoupe du Mali
  - Finaliste : 2005, 2006

## Personnalités du club

### Joueurs emblématiques
- Boubacar Traoré
- Gaoussou Diallo
- Fode Konaté